# Anticloro
El anticloro es un producto químico que no posee ni olor ni color mayormente fabricado con Tiosulfato de sodio Na2S2O3, su utilización para cualquier tipo de pecera es muy común ya que acelera la evaporación del cloro produciendo una reacción química con este, que sin esta reacción normalmente dura aproximadamente 24 horas. Es utilizado para Acuarios y Peceras desde 3 litros en adelante.

## Preparación de anticloro
Añadir 100 g de tiosulfato de sodio en un litro de agua destilada, con 1 ml de esta solución se decloran 10 litros de agua.

## Contraindicaciones
Se recomienda tener 1 gota de anticloro por cada litro de agua ya que es un producto potencialmente tóxico para la salud de los peces, se recomienda dejar el agua en reposo durante 30 minutos (recomendable una hora) para que surta efecto.
También se recomienda en acuarios o peceras más pequeñas rotar el anticloro con agua reposada ya que puede afectar a los peces aunque para acuarios de más de 100 litros ya esto no es recomendable porque hacer reposar tanta agua tomará mucho tiempo y espacio.
Por lo general el anticloro utilizado de una manera adecuada no le hace daño a los peces
Nota: El anticloro debe ser utilizado con los peces fuera del estanque de lo contrario es un producto potencialmente mortal